# Бёртлинген
Бёртлинген (нем. Börtlingen) — община в Германии, в земле Баден-Вюртемберг. 
Подчиняется административному округу Штутгарт. Входит в состав района Гёппинген.  Население составляет 1754 человека (на 31 декабря 2010 года). Занимает площадь 8,26 км².